# Nežidersko jezero
Nežidersko jezero (nemško Neusiedler See, madžarsko Fertő tó) je veliko in plitvo stepsko jezero, ki leži nekaj deset kilometrov jugovzhodno od Dunaja na meji med Avstrijo in Madžarsko. Je v veliki meri endoreično jezero, kar pomeni, da dobi večino vode preko dotoka podtalnice in iz padavin, za večino odtoka pa je odgovorno izhlapevanje. Zaradi ravnega terena je povprečna globina komaj en meter, sezonsko nihanje vodostaja pa povzroča velike spremembe površine in v sušnem obdobju poleti se tvorijo številni manjši vodni bazeni. Edini iztok je umeten in reguliran. Obrežje porašča obsežen sestoj trstičevja.
Večji del jezera je na ozemlju Avstrije, natančneje na Gradiščanskem, madžarski del na skrajnem jugu v bližini mesta Šopron sodi v županijo Győr-Moson-Sopron.
Kot eno največjih mokrišč Srednje Evrope z ohranjenim pasom trstičevja je Nežidersko jezero pomemben habitat za najrazličnejše organizme, predvsem ptice, kot so čaplje, race ipd. V vodi je živalstvo in rastlinstvo slabše ohranjeno zaradi močne evtrofikacije in vnosa tujerodnih ribjih vrst v drugi polovici 20. stoletja. Ravnovesje je porušila tudi regulacija za pridobivanje kmetijske zemlje in preprečevanje poplav. Predvsem množično vnašanje rečne jegulje za ribolov je povzročilo izginotje več avtohtonih ribjih vrst, ki so bile prej tu pogoste, vnašanje belega amurja in srebrnega tolstolobika pa izginotje podvodnega rastlinja.
Izrazit je tudi kulturni pomen jezera, kot središče poselitve okoliškega območja, ki sega v neolitik pred osmimi tisočletji. Že od halštatske dobe v 7. stoletju pr. n. št. je gosto naseljeno. Skozi zgodovino se je oblikovala tradicionalna podeželska kultura na osnovi živinoreje in vinogradništva, z značilno vaško arhitekturo, v okolici pa je tudi več palač iz 17. in 18. stoletja. Zaradi svojega kulturnega in zgodovinskega pomena je širše območje jezera vpisano v seznam Unescove svetovne dediščine. Poleg tega je zavarovano kot čezmejni narodni park, mokrišče mednarodnega pomena po Ramsarski konvenciji in biosferni rezervat v sklopu programa Človek in biosfera, nekateri deli pa so razglašeni tudi za območja Natura 2000.